# MBC충북 정오의 희망곡
정오의 희망곡 김희수입니다는 MBC충북 충주 FM4U(FM 88.7㎒), MBC충북 청주 FM4U(FM 99.7㎒)에서 평일 낮 12시부터 오후 2시까지 방송되는 충북 전 지역의 라디오 프로그램이다.

## 주파수 안내
- 충주, 음성, 괴산 : FM 88.7㎒
- 청주, 진천, 세종 : FM 99.7㎒

## 문자번호
- #0997 (짧은 글 50원 / 긴 글&사진 100원)

## 코너소개

### 요일별 코너
(월) 희.노.애.락
희수DJ가 노래로 퀴즈 내는 오락시간! <희.노.애.락>

(화) 박민경의 쏭~사탕
솜사탕 같은 목소리! 박민경 리포터가 다양한 주제로 직접 선곡해 들려주는 시간

(수) 심쿵 라이브♡
지루한 수요일을 특별한 수요일로 만들어드립니다. 수요일엔 심쿵 라이브

(목) 명현이의 명~장면!
영화와 드라마 속 잊을 수 없는 명장면, 다시 추억해볼까요?

(금) 최선의 TMI
신나는 금요일! 불금요정 최선리포터와 함께 수다 떨어요~ 최선의 TMI

## DJ
- 김희수

## 역대 DJ
- 박혜은 前 DJ (청주)
- 강혜림 前 아나운서 (충주)
- 곽자연 前 아나운서 (충주)
- 김미주 前 아나운서 (충주)
- 이현정 前 아나운서 (충주)
- 김주현 前 아나운서 (충주)
- 전지영 前 아나운서 (충주)
- 구본상 아나운서 (충주)
- 배한비 前 아나운서 (충주)
- 오명신 前 아나운서 (충주)
- 조혜선 前 아나운서 (청주)

## 같이 보기
- MBC충북 충주방송국
- MBC충북 청주방송국
- 정오의 희망곡 김신영입니다